# Schwimmeuropameisterschaften 1962

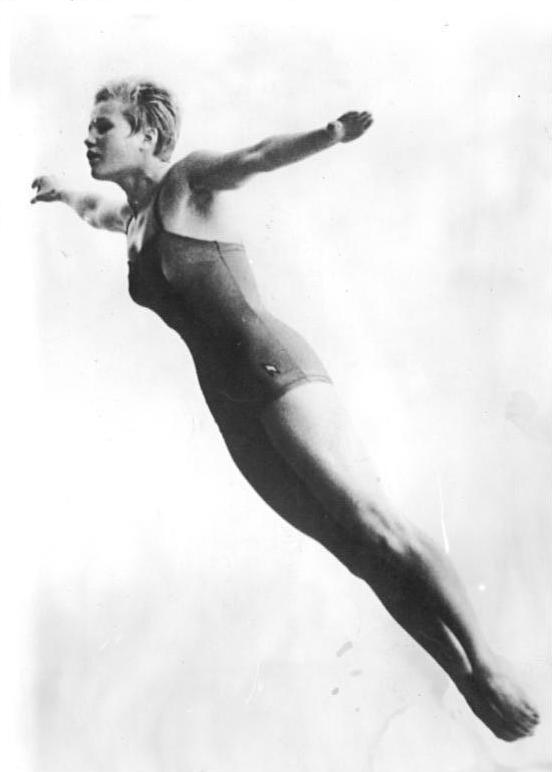
Ingrid Krämer gewann zwei Goldmedaillen

Die 10. Schwimmeuropameisterschaften fanden vom 18. bis 25. August 1962 in Leipzig (DDR) statt und wurden von der Ligue Européenne de Natation (LEN) veranstaltet und im Schwimmstadion durchgeführt.
Die Schwimmeuropameisterschaften 1962 beinhalteten Wettbewerbe im Schwimmen, Kunst- und Turmspringen sowie das Wasserballturnier der Männer. 750 Sportler aus 23 Nationen nahmen teil. Wegen des Baus der Mauer nahm die Bundesrepublik Deutschland 1962 nicht an den Schwimmeuropameisterschaften teil.

## Beckenschwimmen

### Ergebnisse Männer
| Wettbewerb                 | Gold                            | Gold    | Silber                       | Silber  | Bronze                          | Bronze  |
| -------------------------- | ------------------------------- | ------- | ---------------------------- | ------- | ------------------------------- | ------- |
| 100 m Freistil             | Alain Gottvallès Frankreich     | 55.0    | Per-Ola Lindberg Schweden    | 55.5    | Ronald Kroon Niederlande        | 55.5    |
| 400 m Freistil             | Jan Bontekoe Niederlande        | 4:25.6  | Hans Rosendahl Schweden      | 4:25.8  | Frank Wiegand DDR               | 4:26.8  |
| 1500 m Freistil            | József Katona Ungarn            | 17:49.5 | Miguel Torres Spanien        | 17:55.6 | Richard Champion Großbritannien | 17:59.8 |
| 200 m Rücken               | Leonid Barbijer Sowjetunion     | 2:16.6  | Wolfgang Wagner DDR          | 2:17.9  | József Csikány Ungarn           | 2:18.5  |
| 200 m Brust                | Heorhij Prokopenko Sowjetunion  | 2:32.8  | Iwan Karetnikow Sowjetunion  | 2:33.2  | Robert van Empen Niederlande    | 2:38.1  |
| 200 m Schmetterling        | Walentin Kusmin Sowjetunion     | 2:14.2  | Brian Jenkins Großbritannien | 2:15.6  | Wolfgang Sieber DDR             | 2:18.0  |
| 400 m Lagen                | Gennadi Androssow Sowjetunion   | 5:01.3  | Jan Jiskoot Niederlande      | 5:05.5  | Jürgen Bachmann DDR             | 5:05.9  |
| 4 × 100 m Freistil Staffel | Frankreich                      | 3:43.7  | Vereinigtes Königreich       | 3:44.7  | Schweden                        | 3:45.0  |
| 4 × 200 m Freistil Staffel | Schweden                        | 8:18.4  | Frankreich                   | 8:20.4  | Deutsche Demokratische Republik | 8:24.6  |
| 4 × 100 m Lagen Staffel    | Deutsche Demokratische Republik | 4:09.0  | Sowjetunion                  | 4:10.3  | Niederlande                     | 4:10.9  |

### Ergebnisse Frauen
| Wettbewerb                 | Gold                            | Gold   | Silber                          | Silber | Bronze                          | Bronze |
| -------------------------- | ------------------------------- | ------ | ------------------------------- | ------ | ------------------------------- | ------ |
| 100 m Freistil             | Heidi Pechstein DDR             | 1:03.3 | Diana Wilkinson Großbritannien  | 1:03.3 | Wilhelmina Tigelaar Niederlande | 1:03.3 |
| 400 m Freistil             | Adrie Lasterie Niederlande      | 4:52.4 | Wilhelmina Tigelaar Niederlande | 4:57.3 | Elisabeth Ljunggren Schweden    | 4:58.1 |
| 100 m Rücken               | Ria van Velsen Niederlande      | 1:10.5 | Corrie Winkel Niederlande       | 1:10.7 | Veronika Holletz DDR            | 1:11.3 |
| 200 m Brust                | Anita Lonsbrough Großbritannien | 2:50.2 | Klenie Bimolt Niederlande       | 2:51.2 | Ursula Küper DDR                | 2:52.2 |
| 100 m Schmetterling        | Ada Kok Niederlande             | 1:09.0 | Ute Noack DDR                   | 1:10.0 | Marianne Heemskerk Niederlande  | 1:10.3 |
| 400 m Lagen                | Adrie Lasterie Niederlande      | 5:27.8 | Anita Lonsbrough Großbritannien | 5:32.3 | Márta Egervári Ungarn           | 5:33.3 |
| 4 × 100 m Freistil Staffel | Niederlande                     | 4:15.1 | Vereinigtes Königreich          | 4:16.3 | Ungarn                          | 4:17.5 |
| 4 × 100 m Lagen Staffel    | Deutsche Demokratische Republik | 4:40.1 | Niederlande                     | 4:42.9 | Vereinigtes Königreich          | 4:46.2 |

## Kunst- und Turmspringen

### Ergebnisse Männer
| Wettbewerb | Gold                        | Silber                 | Bronze                      |
| ---------- | --------------------------- | ---------------------- | --------------------------- |
| 3 m        | Kurt Mrkwicka Österreich    | Hans-Dieter Pophal DDR | Boris Poluljach Sowjetunion |
| 10 m       | Brian Phelps Großbritannien | Rolf Sperling DDR      | Gennadi Galkin Sowjetunion  |

### Ergebnisse Frauen
| Wettbewerb | Gold              | Silber                    | Bronze                        |
| ---------- | ----------------- | ------------------------- | ----------------------------- |
| 3 m        | Ingrid Krämer DDR | Christiane Lanzke DDR     | Natalja Kusnezowa Sowjetunion |
| 10 m       | Ingrid Krämer DDR | Ninel Krutowa Sowjetunion | Gabriele Schöpe DDR           |

## Wasserball

### Ergebnisse Männer
| Wettbewerb | Gold   | Silber                  | Bronze |
| ---------- | ------ | ----------------------- | ------ |
| Mannschaft | Ungarn | Sowjetunion Jugoslawien |        |